# Дизентерична амеба
Дизентерична амеба (лат. Entamoeba histolytica) је анаеробна паразитска протиста, врста амебе из рода Entamoeba. Већином паразитира у приматима. Претпоставља се да је око 50 милиона људи заражено овим паразитом. И други сисари (попут паса и мачака) се могу инфицирати дизентеричном амебом, али се претпоставља да нису значајни преносиоци ове болести.
Активни стадијум дизентеричне амебе (трофозоит) постоји само у крајњем домаћину и у „свежем“ фецесу, док цисте успевају да преживе у води, влажном земљишту и храни. После ингестије (гутања) цисти, развија се стадијум трофозоита и узрокује инфекцију у дигестивном тракту.
Инфекција овом врстом амебе може довести до различитих болести, попут амебијазе, амебне дизентерије, или амебног апсцеса јетре. Симптоми инфекције укључују дизентерију, дијареју, губитак масе, несвестице, бол у стомаку и присуство амеба. Амебе се могу заривати у зид (епител) црева, узрокујући карактеристичне флашолике лезије, и потом доспети у крвоток. Путем крви, амебе доспевају до осталих виталних органа домаћина, најчешће до јетре и плућа, а понекад и до мозга или слезине. 
Дизентерична амеба је слична осталим цревним амебама, нарочито интестиналним коменсалима из истог рода (Entamoeba), те сâм микроскопски преглед није довољан за разликовање врста и установљавање инфекције. Понекад се у цитоплазми дизентеричних амеба могу видети ингестована црвена крвна зрнца.

## Особине врсте и паразитске манифестације
| врста                               | |
| узрочник болести:                   | амебијаза; амебна дизентерија; екстраинтестинална амебијаза, акутни амебни хепатитис; плеуропулмонална амебијаза; амебијаза коже |
| инфективни стадијум                 | циста |
| крајњи домаћин                      | човек |
| начин заражавања                    | преко уста (орално) |
| налин трансмисије                   | ингестија (гутање) старе цисте у зараженој храни или води |
| станиште                            | танко и дебело црево |
| патогени стадијум                   | трофозоит |
| начин кретања                       | псеудоподије |
| покрети                             | активни, прогресивни и усмерени |
| једро                               | изглед „Ring and dot" (прстен и тачка): периферни хроматин и сентрални кариосом |
| размножавање                        | митотичка бинарна фисија |
| патогенеза                          | литичка некроза (налик на флашолике рупе у пресецима гастоинтестиналног тракта |
| начини стварања цисте (инцистирање) | заштитни и репродуктивни |
| дијагностика у лабораторији         | најчешће директним размазом столице (DFS) и бојењем (не омогућава детерминацију до нивоа врсте); ензим-имуноесеј (EIA); индиркетна хемаглутинација (IHA); антигенска детекција моноклоналних антителима; за детерминацију врсте. Узгајање у култури: узорци столице на Робинсцоноцом или Џонсовом медијуму |

| стадијум трофозоита     |                                              |
| дијагностички карактери | ингестовани еритроцити; јасно одвојено једро |

| стадијум цисте          |                                                                 |
| хроматоидно тело        | телашца у облику цигарâ (изграђена од кристализованих рибозома) |
| број једара             | 1 у раним фазама, 4 у старим цистама                            |
| дијагностички карактери | „Ring and dot“ изглед једра, хроматоидно тело у цитоплазми                  |